# Prietella lundbergi
El bagre ciego duende (Prietella lundbergi) es una especie de pez dulceacuícola endémico de los manantiales subterráneos San Rafael de los Castro y Cueva del Nacimiento del río Frío, en la cuenca del río Tamesí, Ciudad Mante, Tamaulipas. Es una de las 4 especies de bagres troglobios (residentes de cuevas) de Norteamérica.

## Clasificación y descripción
Es un pez de la familia Ictaluridae del orden Siluriformes. Es un pez pequeño, su talla máxima es de 57 mm de longitud patrón. Su cuerpo es relativamente robusto y similar al de los bagres de superficie diferenciándose de éstos por la falta de pigmentación y ojos; tiene unas barbillas maxilares largas, las cuales alcanzan casi un tercio de la longitud patrón. Los machos pueden llegar alcanzar los 4,52 cm de longitud total. Número de vértebras: 37.

## Distribución
Este pez solo se conoce de dos localidades: el manantial subterráneo de San Rafael de los Castro y en la Cueva del Nacimiento del río Frío, ambos en la cuenca del río Tamesí, en el municipio de Ciudad Mante, Tamaulipas.

## Ambiente
El bagre ciego duende habita en aguas subterráneas; todos los organismos que se conocen de esta especie han sido capturados en un intervalo de profundidad de 50-60 m.

## Estado de conservación
Se desconoce su estado de conservación. Este pez endémico se encuentra enlistado en la Norma Oficial Mexicana 059 (NOM-059-SEMARNAT-2010) como especie en Peligro de Extinción (P). En la Lista Roja de la Unión Internacional para la Conservación de la Naturaleza (UICN) se encuentra listada en la categoría Vulnerable (VU).